# Aeroporto Internacional de Jukovsky
O Aeroporto Internacional de Jukovsky, também conhecido como Aeroporto Ramenskoye ou Pista de pouso de Jukovsky (em russo:  Аэропорт Раменское, Аэропорт Жуковский), é o quarto aeroporto internacional de Moscou.
Está localizado na cidade de Jukovsky - a pouco quilômetros do antigo Aeroporto Bykovo - no Oblast de Moscou, na Rússia, estando a 40 km a sudeste do centro de Moscou.
Primeiramente foi nomeado pela proximidade da cidade de Ramenskoie, mas em 2016 foi oficialmente trocado para Jukovsky, cidade na qual está geograficamente situado, sendo renomeado como homenagem ao pioneiro de pesquisas aerodinâmicas modernas Nikolai Jukovsky.
A pista de pousos serviu como local principal de testes durante a Guerra Fria, com a maioria das OKB Russas possuindo dependências ali. Também é usado pelo Ministério de Situações de Emergência Russo e para carregar cargueiros. Foi também utilizado como local de testes para o projeto Buran soviético.
A cerimônia de abertura do Aeroporto Internacional de Jukovsky ocorreu em 30 de maio de 2016 e o primeiro voo comercial de passageiros está programado para começar a partir de 20 de junho de 2016.
A pista de pouso é parte do Instituto de pesquisas aéreas de Gromov e recebe o MAKS (show aéreo). O Aeroporto também é casa de uma das mais longas pistas de voo do mundo, com 5 402 m (18 000 pé).

## Voos públicos em caças
Desde junho de 2006, voos em caças estão disponíveis para o público, assim como para consumidores internacionais. Tais caças com dois lugares ficaram disponíveis para o público: Aero L-39 Albatros, Mikoyan-Gurevich MiG-21 Fishbed, Mikoyan-Gurevich MiG-23 Flogger, Mikoyan-Gurevich MiG-25 Foxbat, e para voos ao limite da estratosfera, Mikoyan-Gurevich MiG-29 Fulcrum e Sukhoi Su-27 Flanker.
Atualmente voos em Aero L-39 Albatros são possíveis com o time Vyazma Rus e voos com o Mikoyan-Gurevich MiG-29 Fulcrum e Mikoyan-Gurevich MiG-31 Foxhound ficaram disponíveis na pista de pouso Sokol. No momento, apenas os MiG-29 estão disponíveis.

## Desenvolvimento
Em 29 de março de 2011, o então primeiro-ministro russo Vladimir Putin propôs mover todos os voos fretados e de baixo custos para o Aeroporto de Ramenskoye, buscando aliviar os Aeroporto Internacional Domodedovo, Aeroporto Internacional Vnukovo e Aeroporto Moscovo Sheremetievo, além de promover diminuição de custos de passagens.
A construção de um novo terminal foi finalizado e as escalas para o aeroporto abertas em 16 de março de 2016, mas foi posteriormente postergado indefinitivamente devido a falta de interesses e problemas com a certificações do mesmo. O aeroporto foi eventualmente aberto em 30 de março de 2016. A cerimônia de abertura teve a presença do primeiro-ministro Dmitry Medvedev.
A administradora "Ramport Aero" que mantém o aeroporto é formada Avia Solutions Group da Lituânia com 75% e a corporação estatal russa Rostec com os outros 25%, a qual busca expandir o aeroporto em três estágios. Enquanto ocorreu o atraso na abertura do aeroporto, foram feitas obras que aumentaram a capacidade limite de aeronaves. A Air France-KLM notou que o Aeroporto Ramenskoye pode servir como reserva para o Aeroporto Sheremetyevo em caso de emergência.